# Роберт Каянус
Ро́берт Кая́нус (2 грудня 1856, Гельсінкі— 6 липня 1933, Гельсінкі) — фінський композитор і диригент.

## Творчість
Засновник першої у Фінляндії оркестрової школи та симфонічного хору в Гельсінкі, що пізніше стали основою Гельсінкського филармонічного оркестру. Автор двох фінських рапсодій, симфонічних поем «Aïno» і «Kullervo», урочистого гімну, кантат, романсів, фортепіанних п'єс тощо. Як диригент, знайомив фінську публіку з досягненнями сучасної йому західно-європейської музики, а також пропагував фінську музику за кордоном, здійснив перші записи перших трьох симфоній Сібеліуса.